# フレデリック・ウィリアム・スワード

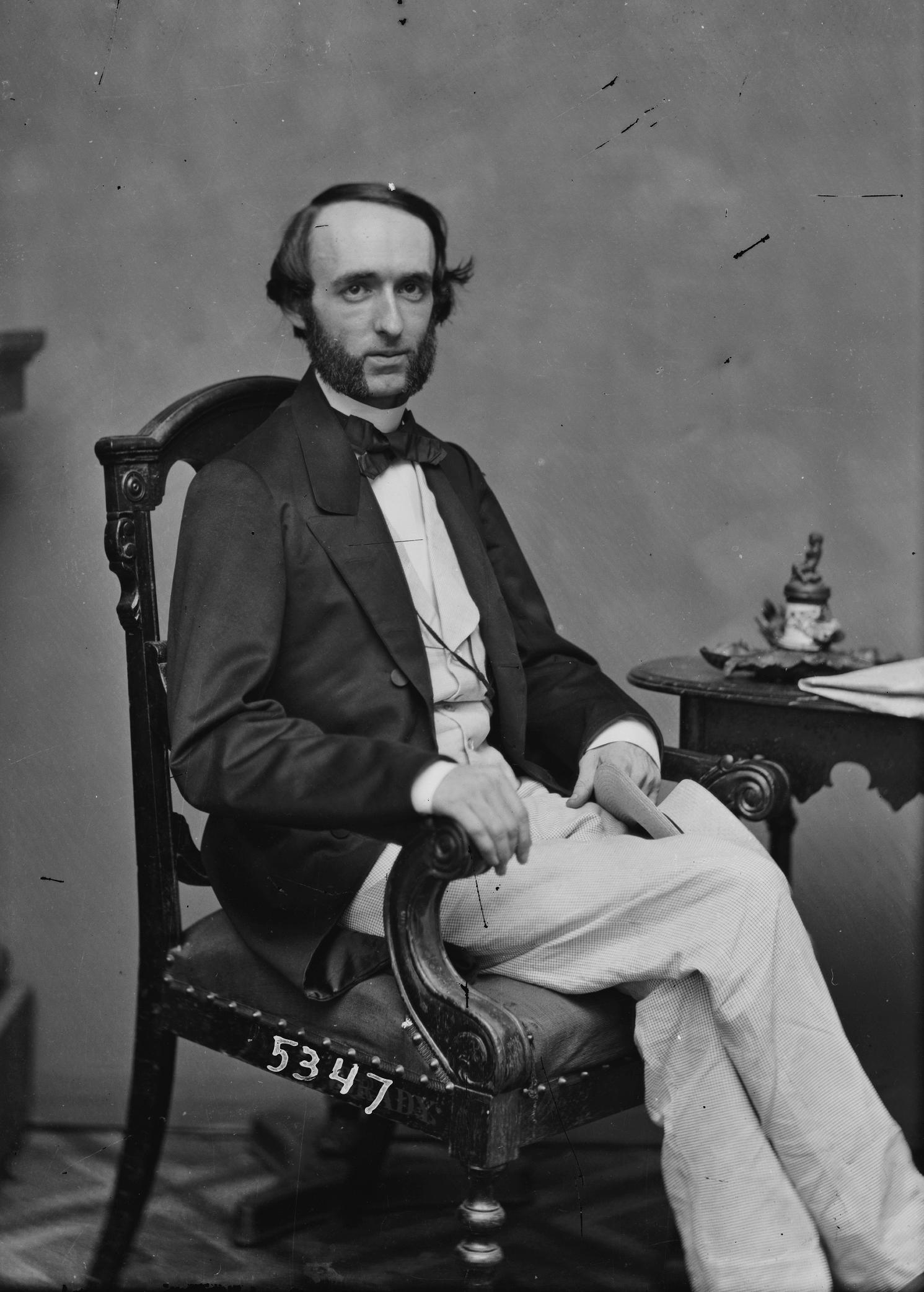
フレデリック・スワード

フレデリック・ウィリアム・スワード（Frederick William Seward, 1830年7月8日 - 1915年4月25日）は、アメリカ合衆国の政治家。1861年から1869年まで、また1877年から1879年まで、アメリカ合衆国国務次官補を務めた。

## 生い立ちと家族
1830年7月8日、スワードはニューヨーク州オーバーンにおいて、国務長官ウィリアム・ヘンリー・スワードとフランシス・アデライン・スワードの次男として誕生した。スワードは1849年にユニオン大学を卒業し、1851年にニューヨーク州ロチェスターで弁護士として認可を受けた。スワードは1849年から1857年まで父親の秘書として働き、1851年から1861年までオールバニ・イヴニング・ジャーナルの副編集長を務めた。

## 南北戦争
スワードの父親が1861年に第24代国務長官として指名されると、スワードは第6代国務次官補に任ぜられた。スワードはエイブラハム・リンカーン大統領とアンドリュー・ジョンソン大統領の下で領事館の管理を任された。スワードは1869年まで国務次官補を務めた。

### スワード国務長官襲撃事件

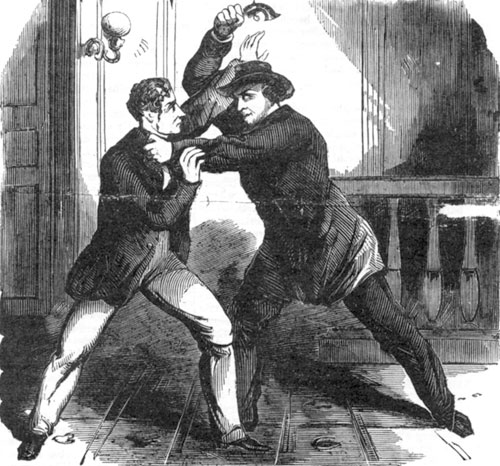
フレデリック・スワードを拳銃で殴打するルイス・パウエル

1865年4月14日、ワシントンD.C.のフォード劇場においてリンカーン大統領暗殺事件が発生した。犯人グループはこのとき政府高官を同時殺害する計画を立てており、国務長官であった父のウィリアム・スワードの暗殺はルイス・パウエルが担当することになっていた。
パウエルはまず国務長官ウィリアム・スワード邸に侵入することを企図し、応対した使用人ウィリアム・ベルを「医薬品の配達のために来た」と欺いて邸内に入った。だがそのとき家にいたフレデリック・スワードは、配達を依頼した覚えがないがないことを疑問に思い、パウエルを立ち去らせようとした。パウエルは暗殺の邪魔立てをするフレデリックを排除するため、フレデリックの頭部に拳銃を向けて引き金を引いたが、幸運なことに銃は不発だったため、パウエルは、フレデリックの頭部めがけて拳銃を数度振り下ろして殴打した。その結果、フレデリックは脳震盪を起こし、床へ崩れ落ちた。
その後パウエルは国務長官ウィリアム・スワードの部屋へ押し入り、ウィリアムの顔や首を数回にわたって刃物で突き刺した。パウエルはさらにウィリアムの末娘ファニー・スワード、長男オーガスタス・スワード、看護兵ジョージ・ロビンソン軍曹、使送員エメリック・ハンセルら、その場に居合わせた人々を次々と負傷させた。

## 晩年
1874年、スワードはニューヨーク州下院議員に選任された。スワードは1877年から1879年まで、ラザフォード・ヘイズ政権のエヴァーツ国務長官の下で2度目の国務次官補を務めた。スワードはまた、1872年に死去した父親の自叙伝や手紙をまとめ、出版した。
スワードはニューヨーク州オールバニ出身のアンナ・ウォートンと結婚し、ニューヨーク州モントローズに建てた自邸で晩年を過ごした。スワードは1881年以降、法律専門家としての講義活動や執筆活動に専念した。
1915年4月25日、スワードは85歳で死去した。スワードの遺体はニューヨーク州オーバーンのフォートヒル墓地に埋葬された。スワードの死の翌年1916年、南北戦争に関する政治活動を描いた500ページの書籍『Reminiscences of a War-Time Statesman and Diplomat, 1830-1915』が刊行された。
| 公職                                    | 公職                                                    | 公職                          |
| --------------------------------------- | ------------------------------------------------------- | ----------------------------- |
| 先代 ウィリアム・ヘンリー・トレスコット | アメリカ合衆国国務次官補 1861年3月6日 - 1869年3月4日    | 次代 バンクロフト・デイヴィス |
| 先代 ジョン・キャドワレイダー           | アメリカ合衆国国務次官補 1877年3月16日 - 1879年10月31日 | 次代 ジョン・ヘイ             |